# Zar-puška

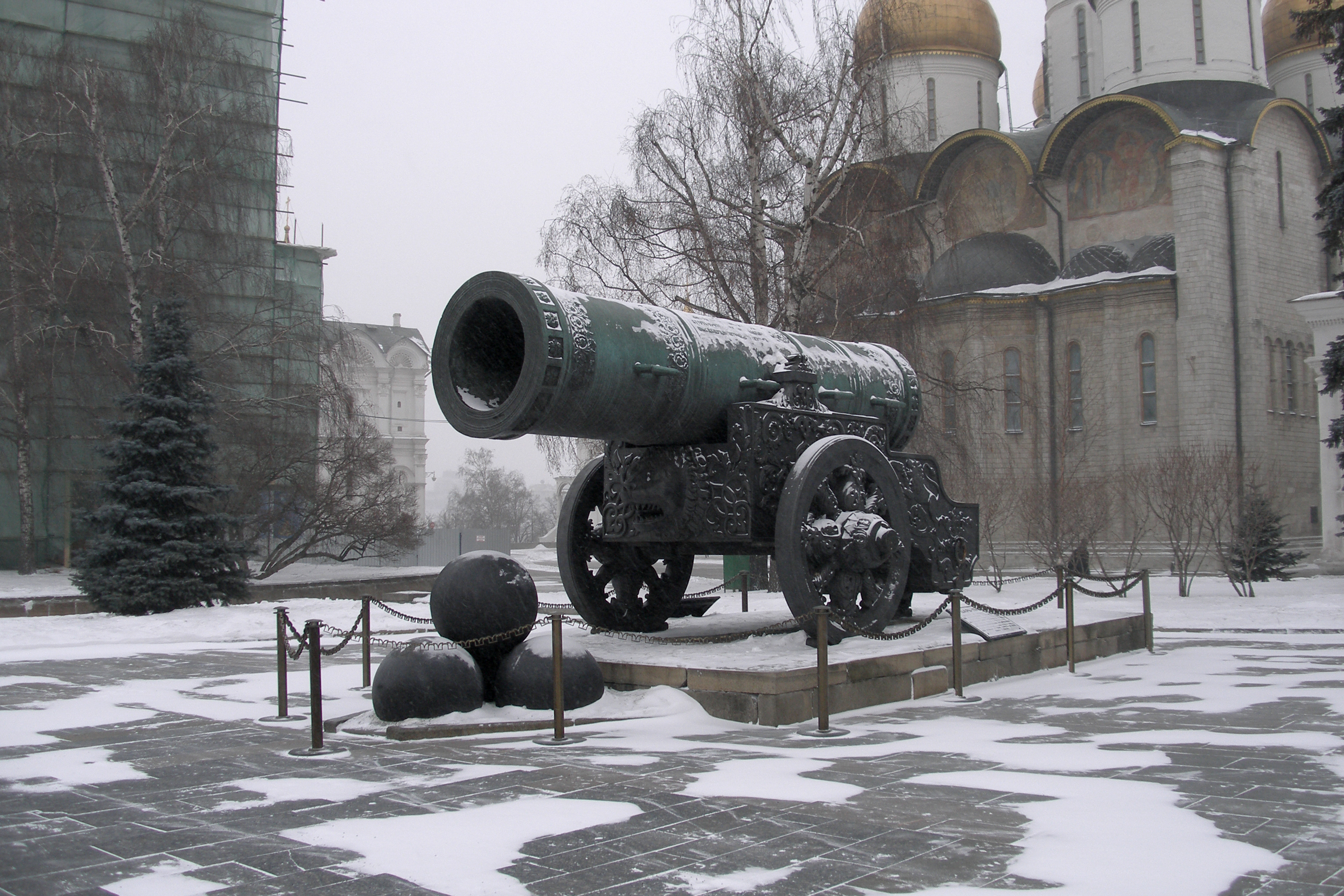
Lo Zar-puška

Lo Zar-puška (in russo Царь-пушка?, Carʾ-puška, letteralmente "lo Zar dei cannoni") è una gigantesca bombarda commissionata nel 1586 dallo zar Fedor I e realizzato da Andrej Čochov. Si trova entro le mura del Cremlino di Mosca, vicino alla gigantesca Campana dello Zar. Il cannone pesa circa 38 tonnellate, è lungo 5,34 metri, ha 890 mm di calibro e un diametro esterno di 1.200 mm. Nel Guinness dei primati è riportato come il più grande obice mai realizzato.
Assieme al nuovo affusto, i proiettili di due tonnellate ciascuno sono stati aggiunti nel 1853. Tali proiettili sono più larghi della bocca da fuoco, che era stata progettata per lanciare raffiche di 800 kg di pietre. Secondo la leggenda, i proiettili sono stati realizzati a San Pietroburgo, e sarebbero un simbolo della rivalità fra Mosca e San Pietroburgo.
Il cannone è decorato con rilievi, incluso un ritratto equestre dello zar Fedor. L'affusto originale, in legno, risaliva agli inizi del XIX secolo, ma è andato perduto in occasione dell'incendio di Mosca del 1812, quando Napoleone occupò la città durante la campagna di Russia.
Il cannone è stato restaurato nel 1980 nell'accademia Militare Dzerzhinsky, dove è stato analizzato e sono state ritrovate tracce di polvere da sparo, ad indicare che il cannone ha fatto fuoco in passato.
Una replica del cannone è stata realizzata nel 2001 presso la fabbrica di armi Izhmash, ed è stata poi donata alla città ucraina di Donec'k, dove è collocato in prossimità del municipio.